# Préméditation en droit pénal français
Pour les autres articles nationaux ou selon les autres juridictions, voir Préméditation.
La préméditation est définie en droit pénal français comme étant le « dessein formé avant l'action, de commettre un crime ou un délit déterminé » . L'auteur d'une infraction avec préméditation qui connaît forcément les habitudes de la victime, a donc prévu le mode opératoire de son infraction avant que celle-ci ne soit réellement réalisée. On considère alors que l'auteur est pleinement conscient de ses actes avant que le crime ou le délit ne soit commis. C'est ce qui explique qu'il soit plus sévèrement sanctionné en droit positif, notamment en matière d'atteintes volontaires à l'intégrité de la personne .
Un homicide commis avec préméditation et volonté de le commettre est juridiquement qualifié d'assassinat.
En droit civil français, la préméditation est aussi parfois appelée dol aggravé.